# Ov Hell
Ov Hell – norweska supergrupa wykonująca black metal. Powstała w 2009 roku w Bergen.
W 2009 roku wokalista Kristian Eivind "Gaahl" Espedal i basista Tom "King Ov Hell" Cato Visnes przegrali proces sądowy z gitarzystą Rogerem "Infernusem" Tiegsem o prawa do nazwy grupy Gorgoroth. W konsekwencji tego samego roku Visnesl i Espedal założyli zespół pod nazwą God Seed.
Grupa wystąpiła w 2009 roku na festiwalach Hellfest Summer Open Air oraz With Full Force. Wkrótce potem Espedal zrezygnował z występów w zespole. Visnesl następnie zaprosił do współpracy wokalistę formacji Dimmu Borgir - Stiana "Shagratha" Thoresena. Natomiast nazwa zespołu została zmieniona na Ov Hell. Pod koniec 2009 roku Visnes oświadczył iż grupa pozostanie jedynie projektem studyjnym ze względu na zobowiązania wobec innych zespołów.
8 lutego 2010 roku został wydany debiutancki album grupy pt. The Underworld Regime. Sesja nagraniowa odbyła się z udziałem muzyków sesyjnych. Partie perkusji zarejestrował Kjetil-Vidar "Frost" Haraldstad znany z występów w grupie Satyricon. Z kolei gitary nagrali Arve "Ice Dale" Isdal - członek Enslaved i Morten Bergeton "Teloch" Iversen znany m.in. ze współpracy z grupą Orcustus.
W 2012 roku po powrocie Espedala do działalności muzyka blackmetalowego, ponownie został utworzony zespół God Seed.

## Muzycy
Obecny skład zespołu
- Stian "Shagrath" Thoresen - śpiew (2009-2012)
- Tom "King Ov Hell" Cato Visnes - gitara basowa (2009-2012)

Muzycy sesyjni
- Arve "Ice Dale" Isdal - gitara (2009)
- Morten Bergeton "Teloch" Iversen - gitara (2009)
- Kjetil-Vidar "Frost" Haraldstad - perkusja (2009)

## Dyskografia
- The Underworld Regime (2010, Indie Recordings, Prosthetic Records)